# CUTE BEAT おしゃれクラブ!
『CUTE BEAT おしゃれクラブ!』（キュート ビート おしゃれクラブ!）は、岡本慶子による日本の漫画作品。『なかよし』（講談社）にて1997年1月号から同年6月号まで連載された。全6話。そのほか、同年の同誌増刊『なつやすみランド』に掲載。単行本は同社の講談社コミックスなかよしより全1巻が刊行された。

## 書誌情報
- 岡本慶子 『CUTE BEAT おしゃれクラブ!』 講談社〈講談社コミックスなかよし〉、1997年9月5日第1刷発行、ISBN 4-06-178872-8